# Foum Toub
Foum Toub là một thị trấn thuộc tỉnh Batna, Algérie. Dân số thời điểm năm 2002 là 5.844 người.